# 2127 Тања
2127 Тања је астероид. Приближан пречник астероида је 39,28 ,
а средња удаљеност астероида од Сунца износи 3,211 астрономских јединица (АЈ). Инклинација (нагиб) орбите у односу на раван еклиптике је 13,119 степени, а орбитални период износи 2102,014 дана (5,755 година). Ексцентрицитет орбите астероида износи 0,036. Апсолутна магнитуда астероида износи 10,70 а геометријски албедо 0,060. Астероид је 1960. године открила совјетска астрономкиња Људмила Черних, а назвала га је по Тањи Савичевој.